# Jasna Poljana (Bulharsko)
Jasna Poljana (bulharsky Ясна поляна) je bulharská vesnice, jež se nachází asi 10 km daleko od pobřeží Černého moře, poblíž Primorska v Burgaské oblasti.

## Historie
Dřívější název obce zněl Alan Kajrjak. První písemná zmínka o obci pochází z roku 1488. Svůj nynější název má podle rodiště Lva Nikolajeviče Tolstého, se kterým místní komunita intelektuálů vedla korespondenci. Na jeho počest byla obec přejmenována na Jasna Poljana.

## Obyvatelstvo
V obci žje 679 obyvatel. Podle sčítáni 1. února 2011 bylo národnostní složení následující:
- Bulhaři: 278 (93.0 %)
- Romové: 11 (3.7 %)
- Turci: 10 (3.3 %)